# Узкоколейная железная дорога Соб — Надьбёржёнь

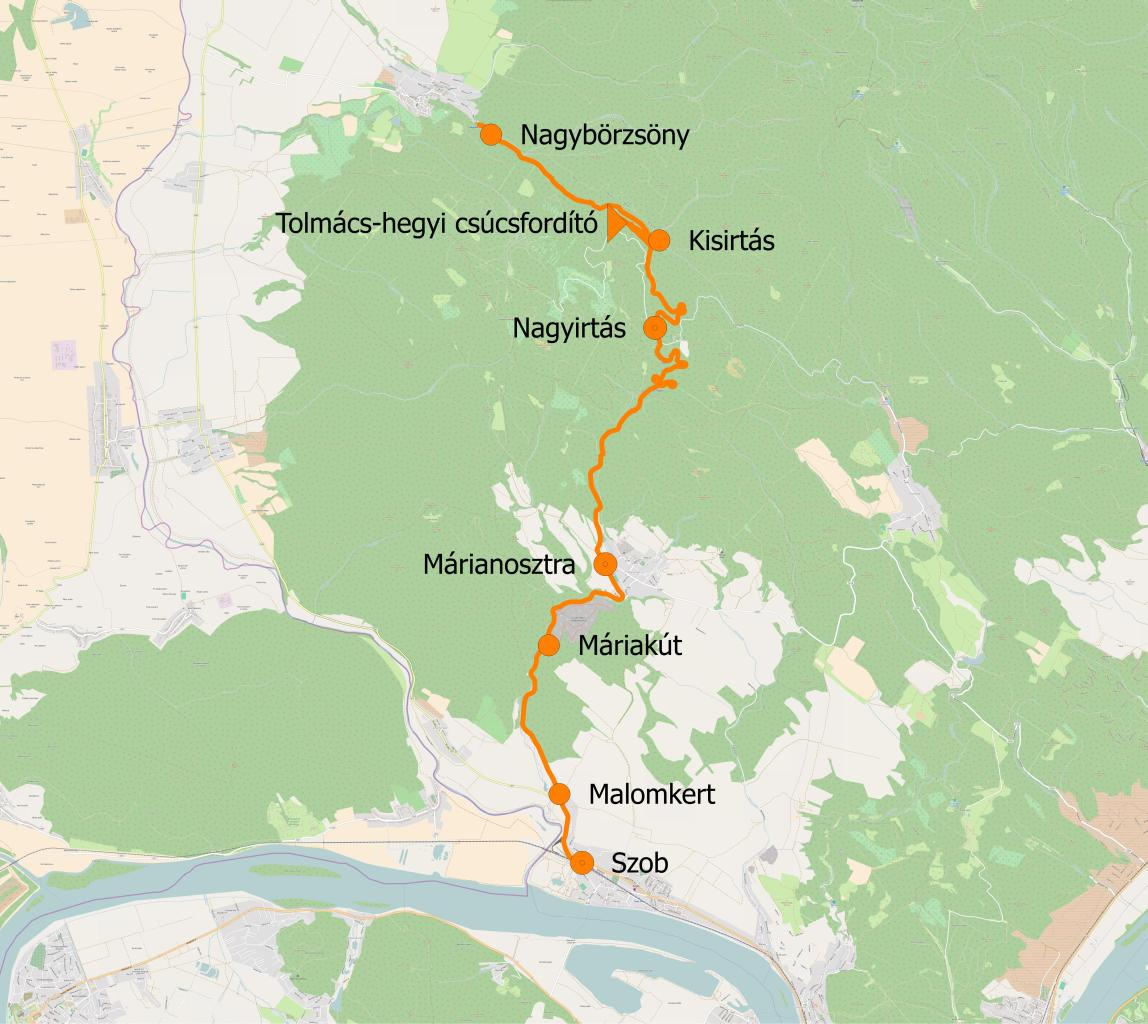
Карта железной дороги Соб — Надьбёржёнь

Узкоколейная железная дорога Соб — Надьбёржёнь (венг. Szob–Nagybörzsöny erdei vasút) — венгерская железная дорога с узкой колеёй шириной 760 мм, проходящая по лесам (так называемая лесная железная дорога). Соединяет города Соб и Надьбёржёнь, образована на основе трёх отдельных, ранее не связанных с собой участков (общая протяжённость 20,8 км). Известна благодаря зигзагобразной форме. Построена в 1908 году, модифицировалась на протяжении всего XX века, последняя реконструкция проведена в 2016 году. Участок между населёнными пунктами Киширташ и Надьирташ является историческим памятником: это единственная скоростная узкоколейная железная дорога в Венгрии. Дорога открыта для путешествий летом; путешествие по дороге считается совершённым, если пассажир съездил «туда и обратно».

## Виды вагонов
К каждой линии привязаны определённые виды вагонов и локомотивов.

### Локомотивы
| Название         | Марка вагона | Колея  | Производитель       | Предыдущий владелец | Текущий маршрут         | Примечания             | Изображение |
| ---------------- | ------------ | ------ | ------------------- | ------------------- | ----------------------- | ---------------------- | ----------- |
| D04-601          | L-60         | 760 мм |                     |                     | Соб – Марияностра       | [ 2 ] [ 3 ]            |             |
| MD40-001         | MD-40        | 760 мм |                     |                     | Соб – Марияностра       | [ 4 ]                  |             |
| 98 55 8242 002-4 | BNE-50       | 760 мм |                     |                     | Соб – Марияностра       | Ранее носил номер 2601 |             |
| 3737             | C-50         | 760 мм |                     |                     | Соб – Марияностра       |                        |             |
| M06-401          |              | 760 мм | MÁV Északi Főműhely |                     | Марияностра – Надьирташ | [ 5 ] [ 6 ]            |             |
| GV 3739          | C-50         | 760 мм | MÁV Északi Főműhely |                     | Надьирташ – Надьбёржёнь | [ 7 ] [ 8 ]            |             |
| GV 3756          | C-50         | 760 мм | MÁV Északi Főműhely |                     | Надьирташ – Надьбёржёнь | [ 7 ] [ 8 ]            |             |

### Вагоны
| Название | Марка вагона | Колея  | Производитель | Предыдущий владелец | Текущий маршрут         | Примечания  | Изображение |
| -------- | ------------ | ------ | ------------- | ------------------- | ----------------------- | ----------- | ----------- |
| F07-401  |              | 760 мм |               |                     | Соб – Марияностра       | [ 2 ] [ 3 ] |             |
| NY07-406 |              | 760 мм |               |                     | Соб – Марияностра       | [ 3 ]       |             |
| 6012 UV  |              | 760 мм |               |                     | Соб – Марияностра       |             |             |
| Jan      | Jan          | 760 мм |               |                     | Марияностра – Надьирташ | [ 5 ]       |             |
| Ba 001   |              | 760 мм |               |                     | Надьирташ – Надьбёржёнь | [ 8 ]       |             |
| Ba 002   |              | 760 мм |               |                     | Надьирташ – Надьбёржёнь | [ 8 ]       |             |